# Роузмонт (Меріленд)
Роузмонт (англ. Rosemont) — селище (англ. village) в США, в окрузі Фредерік штату Меріленд. Населення — 272 особи (2020).

## Географія
Роузмонт розташований за координатами 39°20′1″ пн. ш. 77°37′22″ зх. д. / 39.33361° пн. ш. 77.62278° зх. д. (39.333729, -77.622760).  За даними Бюро перепису населення США в 2010 році селище мало площу 1,44 км², з яких 1,44 км² — суходіл та 0,00 км² — водойми.

## Демографія
Згідно з переписом 2010 року, у селищі мешкали 294 особи в 114 домогосподарствах у складі 84 родин. Густота населення становила 204 особи/км².  Було 118 помешкань (82/км²).
Расовий склад населення:
| - 92,9 % — білих - 1,4 % — чорних або афроамериканців - 0,3 % — вихідців з тихоокеанських островів - 0,3 % — азіатів |

До двох чи більше рас належало 4,4 %. Частка іспаномовних становила 1,4 % від усіх жителів.
За віковим діапазоном населення розподілялося таким чином: 14,6 % — особи молодші 18 років, 65,7 % — особи у віці 18—64 років, 19,7 % — особи у віці 65 років та старші. Медіана віку мешканця становила 49,6 року. На 100 осіб жіночої статі у селищі припадало 97,3 чоловіків;  на 100 жінок у віці від 18 років та старших — 99,2 чоловіків також старших 18 років.
Середній дохід на одне домашнє господарство  становив 92 775 доларів США (медіана — 96 250), а середній дохід на одну сім'ю — 101 757 доларів (медіана — 95 625). Медіана доходів становила 52 159 доларів для чоловіків та 49 583 долари для жінок. За межею бідності перебувало 2,5 % осіб, у тому числі 0,0 % дітей у віці до 18 років та 7,3 % осіб у віці 65 років та старших.
Цивільне працевлаштоване населення становило 197 осіб. Основні галузі зайнятості: освіта, охорона здоров'я та соціальна допомога — 25,9 %, роздрібна торгівля — 18,3 %, публічна адміністрація — 14,2 %.